# Edifici Montepio
Edifici Montepio és una obra de Lleida protegida com a bé cultural d'interès local.

## Descripció
Edifici capçal de l'illa de cases, amb tres façanes i dotze plantes d'alçada, compost amb superposició de volums degradant-se amb l'alçada. La verticalitat de les obertures i de les pilastres simulades apareix trencada per les cornises. Eix central d'elements d'accés i nuclis de serveis. Formigó armat, fàbrica de maó, aplacada de pedra i arrebossats. Estructura hiperestàtica.

## Història
Terciarització dels habitatges per oficines.